# Fahrenholzia boleni
Fahrenholzia boleni är en insektsart som beskrevs av Mcdaniel 1968. Fahrenholzia boleni ingår i släktet Fahrenholzia och familjen ledlöss. Inga underarter finns listade i Catalogue of Life.